# Линия 7 (Парижское метро)
Линия 7 (фр. Ligne 7 du métro de Paris) — одна из самых протяжённых линий Парижского метрополитена. Особенностью трассы линии является то, что она соединяет северо-восточные ближние пригороды Парижа (Ля-Курнёв — 8 мая 1945, департамент Сен-Сен-Дени) с городами Иври-сюр-Сен (станция метро Мэри-д’Иври) и Вильжюиф (станция метро Вильжюиф — Луи Арагон).
Первый участок линии 7 был запущен в эксплуатацию в 1910 году. С 1982 года линия 7 является одной из двух линий Парижского метрополитена с вилочным движением (наряду с линией 13, на которой вилочное движение было запущено в 1912 году); началом вилки является станция Мезон-Бланш. В 1911—1967 годах на линии имелась вилка в северной её части (от станции Луи Блан), однако 3 декабря 1967 года ответвление было вычленено в линию 7bis). 
Годовой пассажиропоток линии 7 в 2009 году составил около 129 миллионов пассажиров. По количеству станций линия 7 занимает первое место в Парижском метро вместе с линией 8, однако та превосходит линию 7 по протяжённости эксплуатационной длины. На схемах обозначается розовым цветом и числом 7.

## Хронология
- 5 ноября 1910: Опера — Порт-де-ля-Виллет
- 18 января 1911: Луи Блан — Пре-Сен-Жерве (с 1967 года — отдельная линия 7bis)
- 1 июля 1916: Опера — Пале-Руаяль — Мюзе-дю-Лувр
- 16 апреля 1926: Пале-Руаяль — Мюзе-дю-Лувр — Пон-Мари
- 3 июня 1930: Пон-Мари — Сюлли — Морлан
- 26 апреля 1931: открытие участка Сюлли — Морлан — Пляс-Монж, передача участка Пляс-Монж — Порт-де-Шуази из линии 10 в линию 7, открытие перегона Порт-де-Шуази — Порт-д'Иври
- 1 мая 1946: Порт д'Иври — Мэри-д’Иври
- 4 октября 1979: Порт-де-ля-Виллет — Фор-д’Обервилье
- 10 декабря 1982: Мезон-Бланш — Ле-Кремлен — Бисетр
- 28 февраля 1985 : Ле-Кремлен — Бисетр — Вильжюиф — Луи Арагон
- 6 мая 1987: Фор-д'Обервилье — Ля-Курнёв — 8 мая 1945

## Подвижной состав
На линии эксплуатируются составы типа MF 77 в пятивагонном исполнении. Мелкий ремонт и техническое обслуживание осуществляются в ателье де Шуази, более крупный ремонт — в ателье де Сент-Уэн.

## Электродепо
На линии 7 имеется два депо:
- Ателье де Шуази — основное депо линии 7. Помимо техобслуживания поездов, курсирующих по линии 7, выполняет средний и крупный ремонт поездов моделей MF 67, MF 88 и MF 01, курсирующих по другим линиям Парижского метрополитена. Служебная соединительная ветвь из депо примыкает к перегону Порт-д’Иври — Пьер-э-Мари Кюри. Несмотря на своё название, депо расположено на углу авеню де ля Порт-д'Итали (дом 23) и Периферик.
- Ателье де ля Виллет — база хозяйственных поездов и специальной техники Парижского метрополитена. Служебная соединительная ветвь из депо примыкает к разворотной петле возле станции метро Порт-де-ля-Виллет. Южная половина территории депо расположено на внешней стороне Периферик в пределах официальных границ Парижа, северная — в черте коммуны Обервилье департамента Сен-Сен-Дени.